# Sprachen in Brasilien

Brasilien

Brasilien ist das einzige portugiesischsprachige Land Amerikas. Das brasilianische Portugiesisch hat einen eigenen Charakter. Es unterscheidet sich in der Aussprache und durch eine leicht abgewandelte Orthographie und Grammatik von der europäischen Variante. Das (brasilianische) Portugiesisch ist alleinige Amtssprache und für mindestens 97 % der Bevölkerung Muttersprache.

## Weitere Landessprachen
Insgesamt werden in Brasilien 188 verschiedene Sprachen und Idiome gesprochen. Die Sprachen indigener Völker werden nur noch von etwa 0,1 % der Bevölkerung gesprochen, dazu zählen Guaraní, Makú, Karibisch, Arawak, Tupi und Gês, wobei die letzten beiden vorrangig im Amazonasgebiet verbreitet sind, wo der Einfluss der Europäer gering blieb. In den Küstengegenden sind die Indianersprachen praktisch vollständig verdrängt worden. Guaraní hatte zu Kolonialzeiten eine größere Bedeutung und ist nur knapp daran gescheitert, Amtssprache des Landes zu werden. Aufgrund der Einwanderung gibt es in Brasilien zahlreiche Minderheitensprachen. Weiterhin sprechen etwa 500.000 Menschen Italienisch, 380.000 Japanisch und 37.000 Koreanisch. Dabei muss berücksichtigt werden, dass bei den Sprachminderheiten die Zahl der Sprecher sehr optimistisch berechnet ist. Diese Volksgruppen gehörten teilweise zu den ersten Siedlern und ihre Nachfahren verstehen fast nur noch Portugiesisch. In den Ortschaften, die als Zentren für Einwanderer galten, entstanden oftmals brasilianische Dialekte der Einwanderersprache. Beispiele sind Talian, brasilianisches Italienisch, oder das Riograndenser Hunsrückisch, brasilianisches Deutsch.

## Fremdsprachen
Englisch ist als Fremdsprache nicht so etabliert wie in europäischen Ländern. Obwohl Englisch normalerweise in den Schulen unterrichtet wird, fasst die Sprache nur langsam Fuß in Brasilien. Auch in den Großstädten ist es nicht selbstverständlich, dass die Leute Englisch sprechen oder verstehen. Für gewöhnlich verstehen die Brasilianer aber zumindest ansatzweise Spanisch, auch wenn sie die Sprache selbst nicht sprechen. Als Folge der verstärkten wirtschaftlichen Zusammenarbeit der lateinamerikanischen Länder im Mercosul wird die Bedeutung des Spanischen gegenüber dem Englischen noch zunehmen. In den Grenzgebieten zu anderen südamerikanischen Ländern bildete sich das sogenannte Portunhol heraus, eine Mischsprache aus Portugiesisch und Spanisch, das die Verständigung erleichtert. Besonders im Grenzgebiet zu Paraguay ist diese Mischsprache häufig anzutreffen. Dies vor allem deshalb, weil die Grenzstadt Ciudad del Este ein wichtiger Handelsplatz für die brasilianischen Straßenhändler („Sacoleiros“) ist.

## Deutsche Sprache in Brasilien
Bis zu 1,5 Millionen Brasilianer sprechen Deutsch; wobei Teilnehmer und Nachfahren der Auswanderungswelle aus Pommern zuweilen das Hinterpommersche/Pomerano (Niederdeutsch) wesentlich besser beherrschen während ihr Hochdeutsch kein muttersprachliches Niveau erreicht. Zahlreiche Nachfahren pommerscher Einwanderer (Pomeranos) leben im Bundesstaat Espírito Santo. Bis ins 20. Jahrhundert hinein gab es (besonders im Süden) ganze Gemeinden, in denen ausschließlich Deutsch oder Italienisch gesprochen wurde, da insbesondere die deutschen Auswanderer und deren Nachfahren über eine gute Infrastruktur aus Schulen, Vereinen u. ä. verfügten und zumeist in relativ geschlossenen Kolonien lebten. Als während des autoritären Regimes des Estado Novo (1937–1945) eine Nationalisierungskampagne durchgeführt (Vargas-Dekrete 1938) wurde, geriet die deutsche Gemeinschaft zunehmend unter Druck, da der Staat den Assimilierungsprozess forcierte. Der Eintritt Brasiliens in den Zweiten Weltkrieg 1942 bot den entsprechenden Anlass, um die Sprachen der Feindstaaten als Unterrichtssprachen und auch im privaten Bereich zu verbieten und deutsche und italienische Schulen zu schließen, woraufhin das Portugiesische auch in diesen Ortschaften Einzug hielt.
Wahrhaft repräsentative und fundierte Zahlen zur Zahl der deutschen Muttersprachler in Brasilien gibt es nicht. Schätzungen zufolge leben in Brasilien jedoch etwa zwei bis fünf Millionen Deutschstämmige, von denen etwa 850.000 bis 900.000 bilingual (Deutsch und Portugiesisch) sein dürften und somit als deutsche Muttersprachler gewertet werden könnten. Diese Bevölkerungsgruppe konzentriert sich im Wesentlichen auf die Staaten Santa Catarina und Rio Grande do Sul im Süden des Landes und hier eher auf kleine, nicht an der Küste liegende Städte. Beispiele hierfür sind Pomerode, Santa Rosa de Lima oder Treze Tilias, in denen noch große Teile der Bevölkerung Deutsch sprechen. Während diese Region Anfang des 20. Jahrhunderts noch hauptsächlich deutschsprachig war, wurde die deutsche Sprache durch Assimilation und durch Unterdrückung oder gar Verbot in der Mitte des 20. Jahrhunderts – besonders während des Zweiten Weltkrieges – durch Portugiesisch verdrängt. Im Laufe der Jahre hat sich die Situation jedoch maßgeblich geändert, so dass heute die deutsche Sprache als kulturelles Erbe besonders gefördert wird und der Region um Blumenau sogar als touristisches Aushängeschild dient, obgleich gerade hier die deutsche Sprache nur noch begrenzt gesprochen wird. Deutsche Infrastruktur in Form von Zeitungen und Schulen existiert zwar begrenzt, doch im öffentlichen Bereich ist Deutsch kaum vorhanden, da Portugiesisch alleinige Amtssprache ist und der Schaden durch Unterdrückung an der deutschen Sprachgruppe in Brasilien zu groß und andauernd war, um reversibel zu sein.
Das im Staat Santa Catarina vorkommende Katarinensische ist eine Variante oder ein Dialekt des Deutschen ohne den Status einer Amtssprache.

### Gemeinden mit Deutsch als zweite Amtssprache

Gemeinden im Bundesstaat Espírito Santo mit Deutsch als zweiter Amtssprache

Sortiert nach Bundesstaaten:
Santa Catarina
- Antônio Carlos

Rio Grande do Sul
- Santa Maria do Herval

### Gemeinden, in denen Deutschunterricht verpflichtend ist
Rio Grande do Sul
- Nova Petrópolis

Santa Catarina
- Blumenau